# Nachal Jizrach
Nachal Jizrach (hebrejsky נחל יזרח) je vádí v jižním Izraeli, na pomezí severovýchodního okraje Negevské pouště a Judské pouště.
Začíná cca 13 kilometrů jihovýchodně od města Arad v nadmořské výšce okolo 200 metrů v kopcovité pouštní krajině na svazích hory Cuk Tamrur. Směřuje k jihovýchodu a klesá do příkopové propadliny Mrtvého moře skrz horské pásmo Cukej Rom s horou Har Jizrach. Zde vede úzkou soutěskou a stáčí se k jihu. Zhruba 1 kilometr západně od vesnice Neve Zohar ústí zleva do vádí Nachal Zohar, které jeho vody odvádí do Mrtvého moře, respektive do jeho jižní části, která je kvůli poklesu hladiny oddělena od severní části a má charakter menší vodní plochy.